# August Heinrich Niedmann

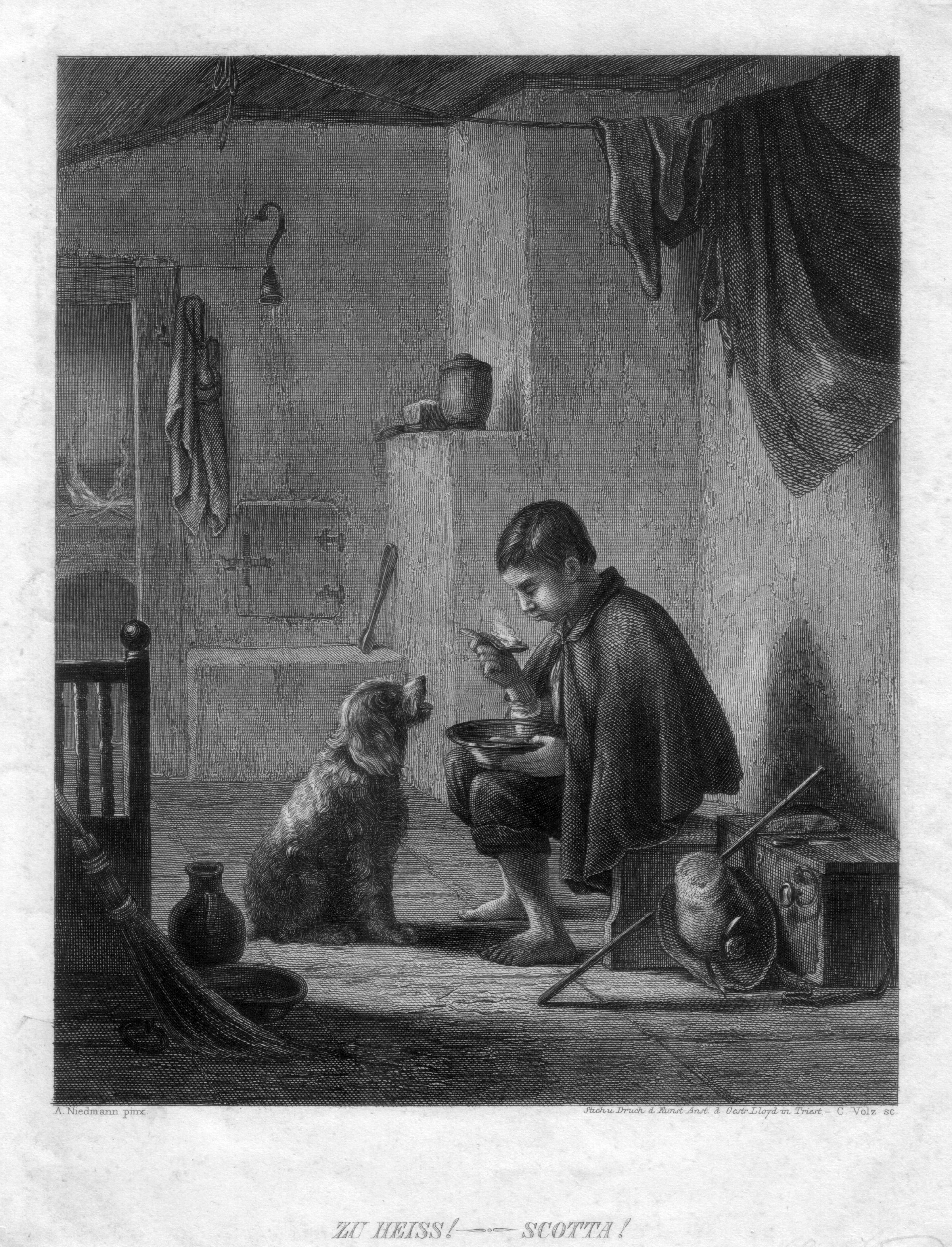
Stahlstich nach Niedmann

August Heinrich Niedmann (* 3. Mai 1826 in Braunschweig; † 18. Januar 1910 in Ried bei Kochel am See) war ein deutscher Maler.

## Leben
Erste Unterweisung erhielt Niedmann bei seinem Vater Martin David Niedmann (1790–vermutlich 1860), der als Lehrer und Maler von Miniaturporträts an der Stobwasserschen Lackwarenfabrik in Braunschweig tätig war. Anschließend wurde er Schüler des Landschaftsmalers und Inspektors der Braunschweiger Galerie Heinrich Brandes am Collegium Carolinum, der ihn zum weiteren Studium an die Kunstakademie München verwies. Mit dem 27. Januar 1851 ist sein Eintritt in der Matrikel der Akademie im Studienfach Malerei vermerkt, die zu dieser Zeit von dem Historienmaler Wilhelm Kaulbach geleitet wurde. In München schloss er Freundschaften und Bekanntschaften unter anderem mit den Malern Friedrich Wilhelm Pfeiffer aus Wolfenbüttel, Hermann Bethke (1825–1895) aus Braunschweig, Wilhelm Lichtenheld (1817–1891) aus Hamburg sowie den Brüdern August (1820–1904) und Franz Seidel (1818–1903) und Joseph Petzl aus München. Verheiratet war er mit der Braunschweiger Pfarrerstochter Wilhelmine Michlenhoff (* 1830). Der Ehe entstammten vier Kinder, von denen der ältere Sohn Hans Chemiker, der Sohn Erich Maler wurde. 1891 ließ sich August Niedmann in Ried bei Benediktbeuern, heute Ortsteil von Kochel am See, nieder.

## Werk
Niedmann nahm seine Motive, die er meistens in Bayern und Österreich, gelegentlich aber auch in Holland oder Ostfriesland lokalisierte, aus dem Familien- und Landleben, darunter Hochzeiten, Nikolausabende und Weihnachtsbescherungen, Szenen mit Wildschützen und Sennerinnen auf der Alm oder von Jahrmärkten. 1872 entstand das Gemälde Ein Dorfgenie, in dem ein Knabe das Reiterbildnis des Kaisers Wilhelm auf die Schultafel zeichnet. Im Kunsthandel wurden unter anderem Kompositionen wie Der Gratulationsempfang, Der Toast auf das Brautpaar, Die ertappten Apfeldiebe, Ein wichtiger Brief, Blindekuh, Der siebzigste Geburtstag und Vaterfreuden von 1886 und Der verliebte Jäger von 1896 angeboten. Zwei Gemälde erwarb das Städtische Museum in Braunschweig.